# No em deixis mai (novel·la)
No em deixis mai és una novel·la, escrita per Kazuo Ishiguro (premi Nobel de Literatura 2017) el 2005, de component romàntic a l'adolescència dins el condicionament social i l'enginyeria genètica actuals. La novel·la se situa a finals dels anys 1990 i lentament va dibuixant el que algú ha qualificat de distopia. El 2010, se'n va estrenar una adaptació al cinema.

## Argument
La narració, amb salts en el temps endavant i endarrere, versa sobre una amiga i un amic de la narradora i les relacions entre els dos, que formen el decorat sobre el qual discorre subtilment el drama; drama que no és notori fins que qui llegeix la novel·la s'atura a pensar què és el que ens està dient Ishiguro "sense dir-ho". Al final, quan queda clar tot el que “no es diu”, hi ha una forta component emotiva en les relacions humanes amoroses i les relacions politicosocials. L'acció transcorre des dels anys de la infantesa de la protagonista-narradora fins que ella arriba a l'edat de trenta-un anys.
En la novel·la hi ha molts passatges de summa sensibilitat, però el relat porta a conclusions de gran duresa.

## Tema
Per l'autor, el tema central de la novel·la és l'amor i l'amistat que transcorre en un àmbit del qual els personatges no en fugen, fins i tot quan coneixen quin serà el seu destí. El no fugir és el segon tema de l'autor: la voluntat de no escapar. “No em deixis mai” també fa pensar en la discapacitat de respondre contra situacions desfavorables en una societat contemporània i fa pensar en l'avenir. L'internat, on en un principi són educats els personatges, és un referent durant tota la novel·la la qual porta un ritme lent, a vegades enervant. El títol original en anglès, "Never let me go" (No deixis que me'n vagi) ve d'una cançó-balada dels EUA, que se cita al sisè capítol. D'aquesta balada n'hi ha diverses versions i intèrprets com Judy Bridgewater, Lana del Rey entre d'altres. La revista “Time” va qualificar aquesta novel·la com la millor de l'any 2005. És destacable la submissió a la qual se sotmeten uns personatges en una col·lectivitat escolar, que tenen una mínima llibertat d'acció i que finalment accepten el seu desfavorable destí pel qual varen néixer, mitjançant un prolongat condicionament.
Citant Nancy Fraser, hi ha qui hi veu una denúncia dels perills de l'enginyeria genètica; hi ha qui hi veu un relat sobre la joventut actual que valora molt les relacions interpersonals acceptant el món tal com és realment, o l'enaltiment de l'individualisme per emprendre accions col·lectives dirigides a transformar aspectes injustos de la societat. Aquesta novel·la permet múltiples interpretacions.

## Autor
L'autor, Kazuo Ishiguro, nascut a Nagasaki el 1954, i resident al Regne Unit des del 1960, titulat a la Universitat de Kent (1978) i a la d'East Anglia (1980) ha publicat:
- A Pale View of Hills (1982)
- An Artist of a Floating World (1986)
- The Remains of the Day (1989), en català El que resta del dia (Edicions 62, 2001), del qual James Ivory va fer una versió cinematogràfica
- When We Were Orphans (2000), Quan érem orfes (labutxaca, 2010)
- The Unconsoled (1995), Els inconsolables (Edicions 62, 1997)
- Nocturns (Anagrama-Empúries, 2010) i The Buried Giant (2015)